# Arsiè
Arsiè é uma comuna italiana da região do Vêneto, província de Belluno, com cerca de 2 830 habitantes. Estende-se por uma área de 64 km², tendo uma densidade populacional de 44 hab/km². Faz fronteira com Castello Tesino (TN), Cismon del Grappa (VI), Enego (VI), Fonzaso, Grigno (TN), Lamon, Seren del Grappa.

## Demografia
| Variação demográfica do município entre 1861 e 2011                               |
|                                                                                   |
| Fonte: Istituto Nazionale di Statistica (ISTAT) - Elaboração gráfica da Wikipedia |